# Club Deportivo Teruel
El Club Deportivo Teruel és un club de futbol de la ciutat de Terol, a l'Aragó. Va ser fundat l'any 1954 i milita al grup III de la Segona Divisió B.

## Història
Durant els anys 40, l'equip representatiu és la Unión Deportiva Teruel, que arribaria a competir durant tres temporades a Tercera Divisió. L'endeutament va provocar la desaparició d'aquest equip, i l'any 1949 es va fundar la Sociedad Deportiva Turolense, que desapareixeria 4 anys més tard sense haver assolit categories nacionals.
L'actual Club Deportivo Teruel data de 1954. L'any 1956 aconsegueix una plaça a Tercera divisió, ocupant la plaça vacant deixada per la SD Montañanesa. En aquesta categoria es mantindria durant 13 temporades consecutives, aconseguint la 3a posició la temporada 1967-68. La temporada següent es redueix el nombre de grups a Tercera i el Teruel queda enquadrat al grup III, competint contra aragonesos, bascos, navarresos, riojans i sorians. El nivell de la categoria puja, tot i així el Teruel aconsegueix una meritòria cinquena posició. La temporada 1969-70 els rojillos no van poder evitar el descens a Regional, després de quedar en penúltima posició.
El Teruel competeix durant 14 categories a la Regional Preferent aragonesa, i no és fins a l'any 1984 que aconsegueix el retorn a Tercera, en quedar subcampió de Preferent pel darrere de l'Ejea. L'equip queda enquadrat al grup navarro-aragonès, realitzant bones temporades i aconseguint la temporada 1986-87 el subcampionat, que li dona accés a la Segona Divisió B. A la categoria de bronze es manté durant quatre temporades, on cal destacar la quarta posició de la temporada 1988-89 (millor classificació de la història del club), però el 1991 descendeix novament a Tercera.
Durant la dècada dels 90 el Teruel intenta disputar les promocions d'ascens a Segona B, quedant-se sempre a les portes. L'any 2001 es proclama campió del grup aragonès de Tercera, disputant la promoció d'ascens en un grup on acabaria pujant l'Alfaro. El Teruel disputaria novament la promoció els anys 2002, 2008 i 2009, sense èxit. La temporada 2009-10 va arribar el segon títol de lliga de Tercera, i va aconseguir l'ascens a Segona Divisió B contra el Noja. En el retorn a la categoria de bronze, el Teruel va realitzar una bona temporada, acabant en 12a posició i aconseguint resultats destacables a camps històrics, com un 0-2 a Sabadell i un 0-3 a Castelló.

## Equipacions
- Equipació titular: Samarreta vermella, pantaló blau, mitges blaves.
- Equipació suplent: Samarreta groga, pantaló negre, mitges negres.

## Estadi
L'estadi de Pinilla fou inaugurat el 8 de setembre de 1957, pocs dies abans que el Camp Nou de Barcelona. Té una capacitat per a 3.000 espectadors, amb dues grades: tribuna i preferent. Està situat al carrer Juez Villanueva (abans Marcos Peña Royo).

## Dades del club
- Temporades a Primera Divisió: 0
- Temporades a Segona Divisió A: 0
- Temporades a Segona Divisió B: 6 (comptant la 2011-12)
  - Millor posició: 4t (1988-89)
  - Pitjor posició: 20è (1990-91)
- Temporades a Tercera Divisió: 36

### Tornejos nacionals
- Lliga de 3a Divisió (2): 2000-01 i 2009-10